# بروس بيري
بروس بيري (بالإنجليزية: Bruce Perry)‏ هو لاعب كرة قدم أمريكية أمريكي، ولد في 22 مارس 1981 في فيلادلفيا في الولايات المتحدة.

## وصلات خارجية
- بروس بيري على موقع مرجع كرة القدم المحترفة.كوم (الإنجليزية)